# August Blom
Pour les articles homonymes, voir Blom.
August Blom est un réalisateur danois né le 26 décembre 1869 et décédé le 10 janvier 1947. Ayant tourné plus de 100 films, il fut le metteur en scène principal de la Nordisk Film pendant l'époque du muet.

## Filmographie
- 1910 : Spøgelset i gravkælderen
- 1910 : Livets storme
- 1910 : Den skæbnesvangre opfindelse
- 1910 : La Traite des Blanches
- 1911 : Hamlet
- 1911 : The Aeroplane Inventor!
- 1911 : Midsummer Tide
- 1911 : Livets lögn
- 1911 : Ekspeditricen
- 1911 : Det mørke punkt
- 1911 : Spionen fra Tokio
- 1911 : A Victim of the Mormons
- 1911 : La Traite des Blanches
- 1911 : Ved Fængslets Port
- 1911 : Privatsekretæren
- 1911 : L'Aviateur et la femme du journaliste (En lektion)
- 1911 : Gadeoriginalen
- 1911 : Herr Storms første monocle
- 1911 : Balletdanserinden
- 1912 : Jernbanens datter
- 1912 : Tropisk kærlighed
- 1912 : mensonge fatal (Livets Løgn)
- 1912 : The Vampire Dancer (Vampyrdanserinden)
- 1912 : Guvernørens datter
- 1912 : Et hjerte af guld
- 1912 : Dødens brud
- 1912 : Eventyr paa fodrejsen
- 1912 : Dødsdrømmen
- 1912 : Brilliantstjernen
- 1912 : For Åbent Tæppe
- 1912 : Kærlighed gør blind
- 1912 : Historien om en moder
- 1912 : Le Chancelier noir (Den sorte kansler)
- 1912 : Hjærternes kamp
- 1912 : De tre kammerater
- 1912 : Hans forste honorar
- 1913 : Elskovs magt
- 1913 : Den tredie magt
- 1913 : Fem kopier
- 1913 : Højt spil
- 1913 : Atlantis
- 1914 : Ægteskab og pigesjov
- 1914 : Elskovsleg
- 1914 : Af elskovs naade
- 1915 : Kærlighedslængsel
- 1915 : Pro Patria
- 1915 : Revolutionsbryllup
- 1916 : Truet lykke
- 1916 : Syndens datter
- 1916 : La Fin du Monde (Verdens undergang)
- 1916 : Rovedderkoppen
- 1916 : Hjertestorme
- 1917 : Den mystiske selskabsdame
- 1917 : En ensom Kvinde
- 1919 : Gillekop
- 1919 : Grevindens ære
- 1919 : Maharadjahens yndlingshustru II
- 1922 : Præsten i Vejlby
- 1925 : Dragonen
- 1925 : Det store hjerte
- 1925 : Hendes naade, dragonen